# Belfast (New York)
Belfast è un comune degli Stati Uniti d'America, situato nello Stato di New York, nella contea di Allegany.